# NGC 5672
NGC 5672 (również IC 1030, PGC 51964 lub UGC 9354) – galaktyka spiralna (Sb), znajdująca się w gwiazdozbiorze Wolarza. Odkrył ją William Herschel 13 marca 1785 roku.